# Juan José Valiente
Juan José Valiente (* 11. Dezember 1946 in Buenos Aires, Argentinien; † 1. Februar 2015 ebenda), auch bekannt unter den Spitznamen Coco und La Chancha, war ein argentinischer Fußballspieler auf der Position eines Stürmers.

## Laufbahn
Valiente begann seine Laufbahn im Nachwuchsbereich der Boca Juniors, bei denen er 1967 auch seinen ersten Profivertrag erhielt, aber kein einziges Spiel für dessen erste Mannschaft absolvierte. Anfang 1968 wechselte er zum Quilmes AC und 1970 zum gerade erstmals in die erste argentinische Liga aufgestiegenen CA Kimberley. 
Anschließend ging er ins Ausland und gewann mit dem mexikanischen Verein 
Club León in den Spielzeiten 1970/71 und 1971/72 zweimal in Folge den mexikanischen Pokalwettbewerb und den Supercup.
Außerdem spielte er in Mexiko für den CSD Jalisco. Weitere Auslandsstationen waren der Club Atlético Bella Vista in Uruguay, der FC Cádiz in Spanien sowie Unión Magdalena und América de Cali in Kolumbien. In seinem Heimatland spielte er (1974) noch für den Club Atlético Talleres. 
Nach seiner aktiven Laufbahn arbeitete Valiente lange als Trainer, unter anderem beim venezolanischen Verein Deportivo Táchira FC.

## Erfolge
- Mexikanischer Pokalsieger: 1971, 1972
- Mexikanischer Supercup: 1971, 1972